# Lista uczestników Vuelta a España 2013
Lista uczestników Vuelta a España 2013

## Drużyny
| Nr | Kolarz              | Wiek | Poz.   |
| -- | ------------------- | ---- | ------ |
| 1  | Alejandro Valverde  | 33   | 3.     |
| 2  | Eros Capecchi       | 27   | 24.    |
| 3  | Imanol Erviti       | 29   | 102.   |
| 4  | José Iván Gutiérrez | 34   | 119.   |
| 5  | José Herrada        | 27   | 12.    |
| 6  | Benat Intxausti     | 27   | 87.    |
| 7  | Pablo Lastras       | 37   | DNF-13 |
| 8  | Javier Moreno       | 29   | 76.    |
| 9  | Sylwester Szmyd     | 35   | 45.    |

| Nr | Kolarz             | Wiek | Poz.   |
| -- | ------------------ | ---- | ------ |
| 11 | Domenico Pozzovivo | 30   | 6.     |
| 12 | Julien Bérard      | 26   | 94.    |
| 13 | Carlos Betancur    | 23   | 126.   |
| 14 | Steve Chainel      | 29   | DNF-14 |
| 15 | Mickaël Cherel     | 27   | 56.    |
| 16 | Ben Gastauer       | 25   | 65.    |
| 17 | Lloyd Mondory      | 31   | 114.   |
| 18 | Matteo Montaguti   | 29   | DNS-11 |
| 19 | Rinaldo Nocentini  | 35   | 53.    |

| Nr | Kolarz                      | Wiek | Poz.   |
| -- | --------------------------- | ---- | ------ |
| 21 | Nikias Arndt                | 21   | 136.   |
| 22 | Warren Barguil              | 21   | 38.    |
| 23 | Johannes Fröhlinger         | 28   | 59.    |
| 24 | Thierry Hupond              | 28   | DNF-20 |
| 25 | Reinardt Janse Van Rensburg | 24   | 98.    |
| 26 | Thomas Peterson             | 26   | 116.   |
| 27 | Georg Preidler              | 23   | 36.    |
| 28 | Ramon Sinkeldam             | 24   | DNF-14 |
| 29 | Tom Stamsnijder             | 28   | 137.   |

| Nr | Kolarz             | Wiek | Poz.   |
| -- | ------------------ | ---- | ------ |
| 31 | Vincenzo Nibali    | 28   | 2.     |
| 32 | Janez Brajkovič    | 29   | 26.    |
| 33 | Jakob Fuglsang     | 28   | 29.    |
| 34 | Andrij Hriwko      | 30   | 101.   |
| 35 | Maksim Iglinski    | 32   | DNF-19 |
| 36 | Tanel Kangert      | 26   | 11.    |
| 37 | Paolo Tiralongo    | 36   | 51.    |
| 38 | Alessandro Vanotti | 32   | 113.   |
| 39 | Andriej Ziejc      | 26   | 81.    |

| Nr | Kolarz             | Wiek | Poz.   |
| -- | ------------------ | ---- | ------ |
| 41 | Bauke Mollema      | 26   | 52.    |
| 42 | Theo Bos           | 30   | DNS-1  |
| 43 | Graeme Brown       | 34   | DNF-15 |
| 44 | Stef Clement       | 30   | DNF-13 |
| 45 | Juan Manuel Gárate | 37   | 71.    |
| 46 | Luis León Sánchez  | 29   | DNF-14 |
| 47 | David Tanner       | 28   | 106.   |
| 48 | Laurens ten Dam    | 32   | DNF-13 |
| 49 | Robert Wagner      | 30   | 123.   |

| Nr | Kolarz           | Wiek | Poz.   |
| -- | ---------------- | ---- | ------ |
| 51 | Philippe Gilbert | 31   | DNF-15 |
| 52 | Yannick Eijssen  | 24   | 83.    |
| 53 | Martin Kohler    | 28   | 66.    |
| 54 | Sebastian Lander | 22   | DNS-13 |
| 55 | Klaas Lodewyck   | 25   | 120.   |
| 56 | Dominik Nerz     | 23   | 14.    |
| 57 | Marco Pinotti    | 37   | DNS-12 |
| 58 | Ivan Santaromita | 29   | 48.    |
| 59 | Danilo Wyss      | 28   | 72.    |

| Nr | Kolarz           | Wiek | Poz.   |
| -- | ---------------- | ---- | ------ |
| 61 | David Arroyo     | 33   | 13.    |
| 62 | Javier Aramendia | 26   | 118.   |
| 63 | André Cardoso    | 28   | 16.    |
| 64 | Fabricio Ferrari | 28   | 121.   |
| 65 | Marcos García    | 26   | 75.    |
| 66 | Francesco Lasca  | 25   | 140.   |
| 67 | Antonio Piedra   | 27   | 109.   |
| 68 | Amets Txurruka   | 30   | 25.    |
| 69 | Iván Velasco     | 33   | DNS-11 |

| Nr | Kolarz                | Wiek | Poz.   |
| -- | --------------------- | ---- | ------ |
| 71 | Ivan Basso            | 35   | DNF-14 |
| 72 | Guillaume Boivin      | 24   | DNF-10 |
| 73 | Tiziano Dall'Antonia  | 30   | 111.   |
| 74 | Lucas Sebastián Haedo | 30   | 139.   |
| 75 | Paolo Longo Borghini  | 32   | 89.    |
| 76 | Maciej Paterski       | 26   | 54.    |
| 77 | Daniele Ratto         | 23   | 95.    |
| 78 | Cayetano Sarmiento    | 26   | 57.    |
| 79 | Cameron Wurf          | 30   | 99.    |

| Nr | Kolarz            | Wiek | Poz.   |
| -- | ----------------- | ---- | ------ |
| 81 | Jérôme Coppel     | 27   | 40.    |
| 82 | Yoann Bagot       | 25   | 21.    |
| 83 | Cyril Bessy       | 27   | DNF-14 |
| 84 | Nicolas Edet      | 25   | 104.   |
| 85 | Luis Ángel Maté   | 29   | 42.    |
| 86 | Adrien Petit      | 22   | 130.   |
| 87 | Stéphane Poulhiès | 28   | 138.   |
| 88 | Nico Sijmens      | 35   | 78.    |
| 89 | Romain Zingle     | 26   | 91.    |

| Nr | Kolarz         | Wiek | Poz. |
| -- | -------------- | ---- | ---- |
| 91 | Samuel Sánchez | 35   | 8.   |
| 92 | Igor Antón     | 30   | 20.  |
| 93 | Jorge Azanza   | 31   | 90.  |
| 94 | Mikel Landa    | 23   | 39.  |
| 95 | Egoi Martínez  | 35   | 30.  |
| 96 | Mikel Nieve    | 29   | 23.  |
| 97 | Juan José Oroz | 33   | 46.  |
| 98 | Pablo Urtasun  | 33   | 122. |
| 99 | Gorka Verdugo  | 34   | 63.  |

| Nr  | Kolarz            | Wiek | Poz.   |
| --- | ----------------- | ---- | ------ |
| 101 | Thibaut Pinot     | 23   | 7.     |
| 102 | Arnaud Courteille | 24   | 132.   |
| 103 | Kenny Elissonde   | 22   | 33.    |
| 104 | Alexandre Geniez  | 25   | 47.    |
| 105 | Laurent Mangel    | 32   | DNF-13 |
| 106 | Cédric Pineau     | 28   | 103.   |
| 107 | Anthony Roux      | 26   | 34.    |
| 108 | Geoffrey Soupe    | 25   | DNF-12 |
| 109 | Jussi Veikkanen   | 32   | DNF-18 |

| Nr  | Kolarz            | Wiek | Poz.   |
| --- | ----------------- | ---- | ------ |
| 111 | Daniel Martin     | 27   | DNS-8  |
| 112 | Caleb Fairly      | 26   | 112.   |
| 113 | Tyler Farrar      | 29   | 124.   |
| 114 | Koldo Fernández   | 31   | DNS-2  |
| 115 | Alex Howes        | 25   | 93.    |
| 116 | Michel Kreder     | 26   | DNF-14 |
| 117 | Nick Nuyens       | 33   | DNF-14 |
| 118 | Alex Rasmussen    | 29   | 134.   |
| 119 | Johan Vansummeren | 32   | 88.    |

| Nr  | Kolarz            | Wiek | Poz.   |
| --- | ----------------- | ---- | ------ |
| 121 | Joaquim Rodríguez | 34   | 4.     |
| 122 | Giampaolo Caruso  | 33   | 49.    |
| 123 | Władimir Gusiew   | 31   | 62.    |
| 124 | Władimir Isajczew | 27   | 131.   |
| 125 | Dmitrij Kozonczuk | 29   | 92.    |
| 126 | Alberto Losada    | 31   | DNF-10 |
| 127 | Daniel Moreno     | 31   | 10.    |
| 128 | Luca Paolini      | 36   | 107.   |
| 129 | Ángel Vicioso     | 36   | 80.    |

| Nr  | Kolarz              | Wiek | Poz.   |
| --- | ------------------- | ---- | ------ |
| 131 | Michele Scarponi    | 33   | 15.    |
| 132 | Winner Anacona      | 25   | 105.   |
| 133 | Matteo Bono         | 29   | 143.   |
| 134 | Luca Dodi           | 26   | 129.   |
| 135 | Massimo Graziato    | 24   | 144.   |
| 136 | Manuele Mori        | 33   | 70.    |
| 137 | Maximiliano Richeze | 30   | 141.   |
| 138 | Simone Stortoni     | 28   | DNF-15 |
| 139 | Diego Ulissi        | 24   | 32.    |

| Nr  | Kolarz              | Wiek | Poz.   |
| --- | ------------------- | ---- | ------ |
| 141 | Bart De Clercq      | 26   | DNF-10 |
| 142 | Francis De Greef    | 28   | 41.    |
| 143 | Adam Hansen         | 32   | 60.    |
| 144 | Greg Henderson      | 36   | DNF-14 |
| 145 | Vicente Reynés      | 32   | DNS-13 |
| 146 | Jurgen Van de Walle | 36   | DNF-14 |
| 147 | Tosh Van Der Sande  | 22   | 127.   |
| 148 | Jelle Vanendert     | 28   | DNF-14 |
| 149 | Dennis Vanendert    | 25   | 108.   |

| Nr  | Kolarz           | Wiek | Poz.   |
| --- | ---------------- | ---- | ------ |
| 151 | Leopold König    | 25   | 9.     |
| 152 | Jan Bárta        | 28   | 96.    |
| 153 | Iker Camaño      | 34   | 67.    |
| 154 | David de la Cruz | 24   | DNF-13 |
| 155 | Zakkari Dempster | 25   | 133.   |
| 156 | Bartosz Huzarski | 32   | 35.    |
| 157 | José Mendes      | 28   | 22.    |
| 158 | Daniel Schorn    | 24   | DNF-15 |
| 159 | Paul Voss        | 27   | 68.    |

| Nr  | Kolarz                   | Wiek | Poz.   |
| --- | ------------------------ | ---- | ------ |
| 161 | Tony Martin              | 28   | DNF-15 |
| 162 | Kevin De Weert           | 30   | DNF-11 |
| 163 | Andrew Fenn              | 23   | DSQ-10 |
| 164 | Gianni Meersman          | 27   | 58.    |
| 165 | Serge Pauwels            | 29   | 31.    |
| 166 | Pieter Serry             | 24   | 50.    |
| 167 | Zdeněk Štybar            | 27   | DNF-15 |
| 168 | Guillaume Van Keirsbulck | 22   | 125.   |
| 169 | Kristof Vandewalle       | 28   | DNF-15 |

| Nr  | Kolarz            | Wiek | Poz.   |
| --- | ----------------- | ---- | ------ |
| 171 | Simon Gerrans     | 33   | DNS-14 |
| 172 | Sam Bewley        | 26   | DNS-14 |
| 173 | Simon Clarke      | 27   | 69.    |
| 174 | Baden Cooke       | 34   | DNF-15 |
| 175 | Mitchell Docker   | 26   | 135.   |
| 176 | Leigh Howard      | 23   | 142.   |
| 177 | Christian Meier   | 28   | 82.    |
| 178 | Michael Matthews  | 22   | 110.   |
| 179 | Wesley Sulzberger | 26   | DNS-5  |

| Nr  | Kolarz             | Wiek | Poz.   |
| --- | ------------------ | ---- | ------ |
| 181 | Fabian Cancellara  | 32   | DNS-18 |
| 182 | Matthew Busche     | 28   | 64.    |
| 183 | Ben Hermans        | 27   | 61.    |
| 184 | Chris Horner       | 41   | 1.     |
| 185 | Markel Irizar      | 33   | 86.    |
| 186 | Robert Kišerlovski | 27   | 17.    |
| 187 | Jarosław Popowycz  | 33   | 85.    |
| 188 | Grégory Rast       | 33   | 77.    |
| 189 | Haimar Zubeldia    | 36   | DNF-14 |

| Nr  | Kolarz               | Wiek | Poz.   |
| --- | -------------------- | ---- | ------ |
| 191 | Sergio Henao         | 25   | 28.    |
| 192 | Edvald Boasson Hagen | 26   | 84.    |
| 193 | Dario Cataldo        | 28   | 74.    |
| 194 | Wasil Kiryjenka      | 32   | 73.    |
| 195 | Christian Knees      | 32   | 79.    |
| 196 | Salvatore Puccio     | 23   | DNS-20 |
| 197 | Luke Rowe            | 23   | DNF-15 |
| 198 | Rigoberto Urán       | 26   | 27.    |
| 199 | Xabier Zandio        | 36   | 55.    |

| Nr  | Kolarz               | Wiek | Poz.   |
| --- | -------------------- | ---- | ------ |
| 201 | Roman Kreuziger      | 27   | DNF-14 |
| 202 | Rafał Majka          | 23   | 19.    |
| 203 | Michael Mørkøv       | 28   | 128.   |
| 204 | Jewgienij Pietrow    | 35   | 117.   |
| 205 | Nicolas Roche        | 29   | 5.     |
| 206 | Chris Anker Sørensen | 28   | 18.    |
| 207 | Nicki Sørensen       | 38   | 100.   |
| 208 | Matteo Tosatto       | 39   | 115.   |
| 209 | Oliver Zaugg         | 32   | 37.    |

| Nr  | Kolarz              | Wiek | Poz.   |
| --- | ------------------- | ---- | ------ |
| 211 | Wout Poels          | 25   | DNF-14 |
| 212 | Grega Bole          | 28   | 97.    |
| 213 | Thomas De Gendt     | 26   | DSQ-10 |
| 214 | Juan Antonio Flecha | 35   | 44.    |
| 215 | Johnny Hoogerland   | 30   | DNF-19 |
| 216 | Tomasz Marczyński   | 29   | DNS-15 |
| 217 | Barry Markus        | 22   | DNF-10 |
| 218 | Rafael Valls        | 26   | 43.    |
| 219 | Lieuwe Westra       | 30   | DNF-14 |